# وزارة الداخلية (الولايات المتحدة)

ختم وزارة الداخلية الأمريكية.

وزارة الداخلية الأمريكية (بالإنجليزية: United States Department of the Interior) هي وزارة حكومية تنفيذية تتبع الحكومة الفيدرالية للولايات المتحدة والوزارة مسؤولة عن الإدارة والحفاظ على معظم الأراضي والموارد الطبيعية الاتحادية، وإدارة البرامج المتعلقة بالهنود، وهم سكان ألاسكا الأصليين، وسكان هاواي الأصليين والشؤون الإقليمية، والمناطق المعزولة من الولايات المتحدة. نحو 75٪ من الأراضي العامة الاتحادية تدار من قبل الوزارة، أما الباقي يدار من قبل دائرة الغابات في الولايات المتحدة التابعة لوزارة الزراعة الأمريكية.
يرأس الوزارة وزير الداخلية، الذي يقدم تقاريره مباشرة إلى رئيس الولايات المتحدة وهو عضو في مجلس وزراء الرئيس. وزير الداخلية الحالي هو دوغ بورغوم، الذي أدى اليمين في الأول من فبراير 2025.

اعتبارًا من منتصف عام 2004، أدارت الإدارة 507 مليون فدان (2,050,000 كيلومتر مربع) من الأراضي السطحية، أو حوالي خُمس الأراضي في الولايات المتحدة. وهي تدير 476 سدًا و348 خزانًا من خلال مكتب استصلاح الأراضي، و433 حديقة وطنية ونصبًا تذكاريًا ومواقع تاريخية وما إلى ذلك من خلال هيئة المتنزهات الوطنية، و544 ملجأ وطنيًا للحياة البرية من خلال هيئة الأسماك والحياة البرية. أكبر وكالة لإدارة الأراضي هي مكتب إدارة الأراضي، حيث تدير حوالي ثُمن الأراضي في الولايات المتحدة.
على الرغم من اسمها، فإن وزارة الداخلية لها دور مختلف عن دور وزارات الداخلية في الدول الأخرى، والتي عادة ما تكون مسؤولة عن شؤون الشرطة والأمن الداخلي. في الولايات المتحدة، يتم تنفيذ وظائف الأمن القومي والهجرة من قبل وزارة الأمن الداخلي في المقام الأول ووزارة العدل ثانويًا. غالبًا ما يُطلق على وزارة الداخلية مازحًا "وزارة كل شيء آخر" بسبب نطاقها الواسع من المسؤوليات.

## الهيكل التنظيمي والوحدات

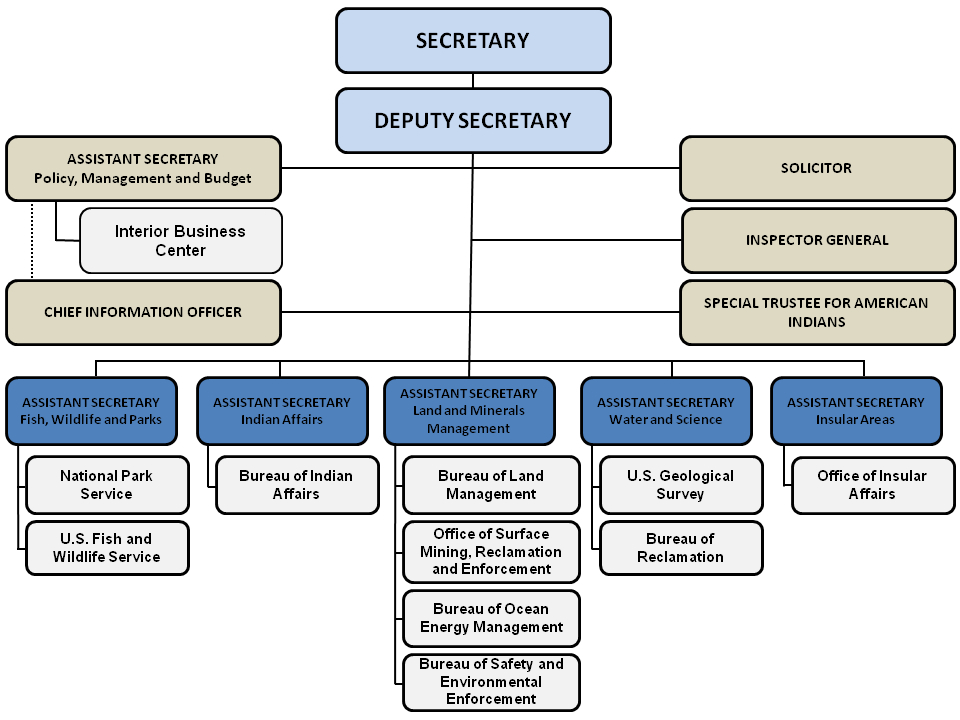
التسلسل الهرمي لوزارة الداخلية الأمريكية

- مساعد وزير الخارجية للسياسة والإدارة والميزانية
  - نائب مساعد وزير الخارجية للسياسة والشؤون الدولية
    - مكتب السياسة البيئية والامتثال
    - مكتب الشؤون الدولية
    - مكتب العلاقات مع السكان الأصليين في هاواي
    - مكتب الترميم وتقييم الأضرار
    - مكتب تحليل السياسات
    - المجلس الوطني للأنواع الغازية

  - نائب مساعد الوزير للميزانية والمالية والأداء والاستحواذ
    - مكتب الميزانية
    - مكتب الإدارة المالية
    - مكتب التخطيط وإدارة الأداء
    - مكتب تكامل الأعمال [يدير نظام الإدارة المالية والتجارية (FBMS)]
    - مكتب الاستحواذ وإدارة الممتلكات
    - مكتب استغلال الشركات الصغيرة والمحرومة

  - نائب مساعد الوزير لرأس المال البشري والتنوع

مكتب الموارد البشرية
- -     - مكتب الموارد البشرية
    - مكتب السلامة والصحة المهنية
    - مكتب التطوير الاستراتيجي للموظفين والمنظمة
    - مكتب الحقوق المدنية

  - نائب مساعد الوزير للتكنولوجيا والمعلومات وخدمات الأعمال
    - مكتب العمل التعاوني وحل النزاعات
    - مكتب خدمات التقييم والتثمين
    - مركز الأعمال الداخلي
    - مكتب الاستماع والاستئناف
    - مكتب المرافق والخدمات الإدارية
    - مكتب كبير مسؤولي المعلومات

  - نائب مساعد وزير الأمن العام وحماية الموارد وخدمات الطوارئ (DAS-PRE)
    - مكتب إدارة الطوارئ
    - مكتب إنفاذ القانون والأمن (OLES)
    - مكتب مكافحة الحرائق البرية
    - مكتب خدمات الطيران
    - منسق الحدود بين الوكالات

  - نائب مساعد وزير إدارة إيرادات الموارد الطبيعية
    - مكتب إيرادات الموارد الطبيعية
- مساعد وزير الأسماك والحياة البرية والمتنزهات
  - هيئة الأسماك والحياة البرية بالولايات المتحدة
- مساعد الوزير للشؤون الهندية
  - نائب مساعد الوزير للشؤون الإدارية
    - مكتب المدير المالي
    - مكتب كبير مسؤولي المعلومات
    - مكتب إدارة رأس المال البشري
    - مكتب التخطيط وتحليل السياسات
    - مكتب المرافق والموارد البيئية والثقافية (OFECR)

  - نائب مساعد الوزير للسياسة والتنمية الاقتصادية
    - مكتب الطاقة والتنمية الاقتصادية الهندية (IEED)
    - مكتب الألعاب الهندية (OIG)
    - مكتب الحكم الذاتي

  - مكتب الشؤون الهندية (BIA)
    - مكتب الخدمات الهندية
    - مكتب العمليات الميدانية
    - مكتب خدمات العدل
    - مكتب خدمات الثقة (OTS)

  - مكتب التعليم الهندي (BIE)
  - مكتب الشؤون الخارجية
    - مكتب الشؤون التشريعية والكونغرسية
    - مكتب الشؤون العامة

  - مكتب الاعتراف الفيدرالي (OFA)
  - مكتب الإدارة التنظيمية
- مساعد وزير الأراضي وإدارة المعادن
  - مكتب إدارة الأراضي
  - مكتب استصلاح التعدين السطحي وتنفيذه
  - مكتب إدارة طاقة المحيطات
  - مكتب السلامة وتطبيق القوانين البيئية
- مساعد وزير المياه والعلوم
  - هيئة المسح الجيولوجي الأمريكية
  - مكتب استصلاح الأراضي
  - مكتب قانون استكمال المشاريع في وسط ولاية يوتا
- مساعد الوزير للشؤون الجزرية والدولية
  - مكتب الشؤون الجزرية
  - مكتب الشؤون الدولية
  - مكتب برنامج المحيطات والبحيرات العظمى والأنشطة الساحلية
- المحامي
  - مكتب المحامي (SOL)
- مكتب المفتش العام
  - مكتب المستشار العام
  - مساعد المفتش العام للتحقيقات
    - مكتب التحقيقات

  - مساعد المفتش العام للمراجعة والتفتيش والتقييم
    - مكتب التدقيق والتفتيش والتقييم

  - مساعد المفتش العام للإدارة
    - مكتب الإدارة

  - المفتش العام المساعد للشؤون الخارجية
  - المفتش العام المساعد لحماية المبلغين عن المخالفات
  - مكتب إدارة الإستراتيجية
  - المفتش العام المساعد للاتصالات
- مدير المعلومات الرئيسي
- أمين خاص للهنود الأمريكيين
- المجالس التنفيذية الفيدرالية
- المتحف الداخلي
- اللجنة الوطنية للألعاب الهندية (NIGC)

## روابط خارجية
- وزارة الداخلية الأمريكية على موقع الموسوعة البريطانية (الإنجليزية)
- وزارة الداخلية الأمريكية الموقع الرسمي